# Slaget vid Örebro

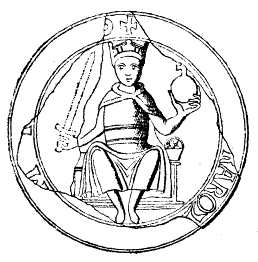
Segrarens i slaget, kung Karl Sverkersson, sigill

Slaget vid Örebro kan ha ägt rum i eller invid Örebro år 1161. Slaget stod mellan den danske fursten, tillika Sveriges kung, Magnus Henriksson och svenske Karl Sverkersson, varvid den förstnämnde stupade. Enligt en medeltida annal skedde detta år 1161 i Örebro. Att Magnus blev tagen av daga i Örebro stöds också av Västgötalagens kungalängd.
| ”                                                                            | Vid denna tid, blev kung Sverker dödad av sin tjänare en natt när han sov. Detta brott straffades av himlen lika snabbt som rättvist, eftersom kort efteråt fick Magnus, som av hemlig åtrå att bli kung fått tjänaren att begå detta mord, böta med livet för sin vidriga slughet. Han stupade nämligen i ett slag med Sverkers son Karl, som även han var angelägen om att få kronan, eftersom han [Magnus] först hade berövat honom [Karl] hans far. | „ |
| – Saxo Grammaticus Gesta Danorum, fjortonde boken, "Sven, Knut och Valdemar" | |   |

| ”                                                                                | 1161 – Kung Magnus dödades i kriget i Örebro. (På originalspråket latin: 1161 – Interfectus est Magnus rex in bello-apud Ørabro.) | „ |
| – Codex Upsaliensis C 92 (Medeltidshandskrifter i Uppsala universitetsbibliotek) | |   |

| ”                                 | Den trettonde [kungen] var kung Karl, son till gamle Sverker. Han njöt sin gode faders namn. Han styrde Sverige med respekt och välvilja, och han tog Magnus av daga, den fjortonde kungen, i Örebro (Øræbro). | „ |
| – Äldre Västgötalagens kungalängd | |   |

Upprinnelsen var med andra ord att den danske fursten Magnus Henriksson låtit mörda Sverker den gamle i Östergötland, och dessutom Erik Jedvardsson i Uppland. Därefter utropade han sig till svensk kung. Erik Jedvardssons son Knut försökte göra uppror mot troninkräktaren, men misslyckades och tvingades fly, antagligen till Norge.
Magnus Henriksson hade emellertid en farligare fiende, nämligen Sverkers son Karl, som år 1158 erkändes som kung i Östergötland. Han samlade östgötarna för att ge makten tillbaka till den Sverkerska ätten. De båda härarna möttes vid Örebro år 1161. Slaget slutade med att de danska krigarna besegrades och att Magnus Henriksson dödades.
Karl Sverkersson regerade under sex år som hela Sveriges kung. Den 12 april 1167 blev han mördad av Knut Eriksson, som återvänt från sin exil.